# Магаданский музыкальный и драматический театр имени А. М. Горького
Магада́нский музыка́льный и драмати́ческий теа́тр имени А. М. Горького — театр в Магадане, основан 6 ноября 1938 года.

## История

### Организация театра
Общепринятой датой организации театра считается 6 ноября 1938 года, когда состоялась премьера спектакля «Любовь Яровая» К. Тренева.
Клубы культуры родились в Магадане в начале 30-х годов. В Клубе УСВИТЛа (Управление Северо-Восточных исправительно-трудовых лагерей) в 1933 году к празднику 1 мая был поставлен спектакль «Утопия», осуществил постановку режиссёр Георгий Петрович Шнабель. Он прибыл в Нагаево на пароходе «Сахалин» 4 февраля 1932 года вместе с руководителями треста «Дальстрой». С легкой руки первого директора «Дальстроя» Эдуарда Петровича Берзина Г. П. Шнабель стал организатором и первым художественным руководителем театра Клуба УСВИТЛа. Первыми профессиональными актёрами были репрессированные ленинградцы Елена Михайловна Негина и её сын Михаил Альфредович Бибер, приехавшие в июле 1934 года.
Первым главным режиссёром и художественным руководителем театра им. Горького после отъезда на «материк» Г. П. Шнабеля осенью 1937 года стал 30-летний бывший заключенный Георгий Николаевич Кацман, впоследствии отдавший театру почти двадцать лет. Он выезжал в командировку в ЦРС и привозил оттуда многих талантливых артистов. Кроме того, в лагерях он находил актёров среди заключенных и привлекал их для работы в театре. Впоследствии талантливый режиссёр был награждён медалью «За трудовое отличие» (1945 г.) и знаком «Отличнику-Дальстроевцу» (1943 г.). Умер Георгий Кацман в Ленинграде.
Магаданский театр с самого начала шел в ногу с театральной жизнью страны, на его сцене ставились те же пьесы, что и в столичных театрах.
В сентябре 1940 года в Магадане появляется ещё один театральный коллектив — Магаданский эстрадный театр малых форм (МЭТ), состав которого вместе с джаз-оркестром насчитывал 63 человека.

### Здание театра
Изначально спектакли, пользовавшиеся большой популярностью, шли в тесном деревянном здании клуба, вмещавшем около двухсот зрителей.1 ноября 1936 года был объявлен открытый конкурс на составление проекта городского театра. Предпочтение было отдано проекту Николая Николаевича Юргенсона «Синий пятиугольник», причем по условию конкурса двухэтажное здание задумывалось больше как Дом культуры, чем театр. 3 марта 1940 года начались подготовительные работы к сооружению Центрального городского клуба. О проекте Юргенсона успели забыть, новый проект без всякого конкурса разработал архитектор Евгений Викторович Симов, впоследствии автор проектов многих зданий в Магадане. Спустя 3 месяца на перекрестке Школьного переулка и улицы Маркса была закончена кладка фундамента. Все лето и осень возводили стены. В ноябре строители приступили к установке карнизных железобетонных плит и стропил дворового фасада под перекрытие. Летом 1941 планировалось сдать здание в эксплуатацию. Однако из-за проблем с отделкой новоселье было перенесено на 5 октября 1941 года.
Главный фасад задуман и выполнен на основе противопоставления легких простенков и больших оконных проемов (на всю высоту этажа), центральная часть подчеркнута интересным порталом. Характерная особенность интерьеров театра — портики и колонны, украшенные орнаментом. В вестибюле — колонны и кессонированные потолки. Строгая архитектура здания создает настроение торжественности.
При строительстве театра впервые в Магадане были выполнены архитектурно-скульптурные работы, украшающие фасад и интерьеры здания.
На парапете фасада Дома культуры Дальстроя в Магадане установлены четыре трёхметровые цементные статуи работы скульптора-заключённого Георгия Дмитриевича Лаврова (впоследствии Заслуженного художника РСФСР). По утверждению автора, это были фигуры «Красноармейца», «Партизанки», «Забойщика» и «Бурильщика». Однако на всех существующих фотографиях скульптурной композиции (начиная с 1949 года) вместо фигуры «Забойщика» стоит фигура «Колхозницы». Причина несовпадения неизвестна.
Здание театра — это первое общественное здание, заложившее основу в создание пространственной композиции, в которой жилая застройка сочетается с системой общественных зданий и комплексов.

### Во время Великой Отечественной войны
Начало Великой Отечественной войны застало драматический и эстрадный театры на гастролях по Колыме. Узнав о вероломном нападении фашистской Германии на СССР, артисты обязались дать более ста концертов и спектаклей и весь сбор от них внести в Фонд обороны. 1 сентября оба театра возвратились в Магадан, а через несколько дней их объединили. Был создан Магаданский музыкально-драматический театр имени М. Горького, который существует и поныне.
Война отразилась прежде всего на репертуаре, основное место в котором заняли произведения разные по своей художественной ценности, но объединённые патриотическим содержанием.
В годы войны в театре работали талантливые режиссёры Леонид Викторович Варпаховский (впоследствии народный артист РСФСР), Георгий Николаевич Кацман, Иван Васильевич Эллис, Владимир Владимирович Рыченко, Азриель Абрамович Перлин. На сцене играли выдающиеся артисты Юрий Эрнестович Кольцов (Розенштраух), Александр Иванович Демич, ставшие позднее народными артистами республики. В 1945 году в спектакле «У стен Ленинграда» В. Вишневского в главной роли дебютировал репрессированный актёр Георгий Жженов, позднее народный артист СССР. Оформляли спектакли замечательные художники Василий Шухаев, Леонид Вегенер. Многие актёры, художники, музыканты были в то время репрессированными.
Коллектив театра внес свою лепту в Победу. Многие артисты были награждены медалью «За доблестный труд в Великой Отечественной войне 1941-1945 гг.». Режиссёр Г. Н. Кацман, артисты А. П. Шутова и В. Н. Сидоров получили медаль «За трудовое отличие».
В мае 1944 года в связи с прибытием в Магадан вице-президента США Генри Уоллеса был дан грандиозный концерт. По свидетельству его участницы балерины Нины Алексеевны Гамильтон, в него включили фрагменты танцевальных номеров из оперы «Запорожец за Дунаем» С. Гулак-Артемовского, отрывки из драматических спектаклей магаданцев.
Важным событием в культурной жизни Магадана была первая постановка на Магаданской сцене оперы Верди «Травиата». Постановку осуществил ученик самого Мейерхольда режиссёр Леонид Варпаховский, арестованный по доносу в 1937 году и привезенный на Колыму в 1940 году. В постановке участвовали как профессиональные певцы, так и любители. В феврале 1945 года «Травиату» показывали в малом зале театра, но успех превзошел все ожидания, и вскоре опера уже шла на основной сцене. Были в репертуаре театра оперетта «Мадмуазель Нитуш» и водевиль «Лев Гурыч Синичкин». Но главенствовала всё же драма.
В 1942 году в актёрскую труппу приняли недавно освобожденного из лагеря по истечении срока поэта Валентина Португалова. Вплоть до повторного заключения в августе 1946 г. его карьера складывалась успешно, он даже стал режиссёром театра.

### Послевоенное время
7 февраля 1948 года в Магадане вновь открыли Магаданский эстрадный театр при центральной культбригаде Маглага. Руководить им доверили человеку, связавшему всю свою жизнь с Колымой, Инне Борисовне Дементьевой.
А режиссёром эстрады и руководителем этой культбригады был репрессированный Вадим Алексеевич Козин, до войны один из самых популярных певцов страны. В 1948 году в театр пришел новый директор — бывший военный Н. Ф. Венгржинский. По его инициативе занялись проблемами рекламы, наладили предварительную продажу билетов. А жителей из отдаленных районов города даже возили на спектакли специальными автобусами.
После войны начался новый этап в развитии театра. В 1951 году из Москвы на работу в Магадан прибыла группа молодых актёров оперетты: А. Белявская, Н. Голубев, В. Чеппель, Е. Комарова, А. Михайлова, В. Карачунская, В. Десятник, В. Пименов, Ф. Пименова, А. Ващинский, И. Жуховицкий, В. Луговой, К. Лапин. С этого времени на магаданской сцене зазвучали неувядающие мелодии Штрауса, Оффенбаха, Кальмана, Легара, Эрве.
В 1954 году Магаданский музыкально-драматический театр стал областным и был подчинен Министерству культуры РСФСР. На его сцене в тот период было поставлено немало известных классических произведений: «Баядера» и «Фиалка Монмартра» И. Кальмана, «Летучая мышь» И. Штрауса, «Граф Люксембург» и «Веселая вдова» Ф. Легара. В театре появились свои первые заслуженные артисты РСФСР, в 1979 году звание народного артиста РСФСР впервые было присвоено Виктору Петровичу Розанову. С 1991 года театр носит название Магаданского государственного музыкального и драматического театра.
В разные годы в театре плодотворно играли такие мастера сцены, как народные артисты России Владимир Барляев, Ольга Седлецкая, Станислав Хомский, заслуженные артисты Алексей Яновский, Николай Бекасов. Особой любовью зрителей пользовались Лидия Чукаева, Альбина и Игорь Быковы, Вил и Любовь Бурцевы, Нина Тирская и Тамара Атанова, Анжелика Лавецкая и Людмила Анисимова. Долгие годы в театре трудилась талантливый художник по костюмам Маргарита Мягкова. Она удачно работала в творческом тандеме вместе со своим мужем, художником Владимиром Мягковым.

## Современность
В конце 90-х — в начале 2000-х пришла новая талантливая молодежь — Мария Леонова, Владислав Поляков, Алексей Чимичаков, Бэла Сидакова, Наталья Титова, Дина Богатырева. Затем труппы пополнились выпускниками РАТИ (ГИТИСа), курса, организованного на базе театра и сегодня в драме плодотворно работают двое выпусков РАТИ — Екатерина Пастухова и Александр Тарасюк, они, так же, как и их старшие товарищи и коллеги по актёрскому цеху, заняты почти во всем репертуаре театра.
В настоящее время театр возглавляют директор Римма Захарова, главный режиссёр и заслуженная артистка России Мария Леонова, главный дирижёр Руслан Козовчинский. Репертуар Магаданского музыкального и драматического театра состоит из современных и классических пьес, мюзиклов, оперетт, драматических и оперных спектаклей. В стенах МГМДТ за последние несколько лет прошел ряд знаковых событий: Всероссийские театральные фестивали «Территория. Магадан», «Свет лагерной рампы». В рамках Федеральной программы Фонда поддержки гастрольной деятельности «Большие гастроли» в Магадане прошли выступления артистов из Ярославля, Москвы, Хабаровска и Благовещенска, Якутска. Магаданские артисты участвовали и в обменных гастролях в Хабаровске, а также приглашены в Якутск. Магаданский театр — динамично развивающийся, творческий коллектив, в котором молодые, перспективные артисты учатся у заслуженных мастеров и ветеранов сцены.